# جيمس إل. ريان
جيمس إل. ريان (بالإنجليزية: James L. Ryan)‏ هو محامي وقاضي أمريكي، ولد في 19 نوفمبر 1932 في ديترويت في الولايات المتحدة.